# Kim Land
Lea Kim Land (* 22. Juni 1994 in Hamburg, geborene Lea Kim Wahle) ist eine deutsche Handballspielerin.

## Karriere
Kim Land wuchs in Vierhöfen auf. Sie spielte ab der D-Jugend bis zur B-Jugend beim MTV Eyendorf. Im Alter von 16 Jahren wechselte die Rückraumspielerin zur HSG Blomberg-Lippe. Mit der A-Jugend wurde sie 2012 und 2013 jeweils deutsche Vizemeisterin. Ab 2013 gehörte sie dem Kader der Bundesligamannschaft der HSG Blomberg-Lippe an. Im DHB-Pokal 2013/14 unterlag sie im Finale gegen den HC Leipzig. Im Finale erzielte Land einen Treffer. In der darauffolgenden Saison nahm Land mit Blomberg am Europapokal der Pokalsieger teil. Im Turnierverlauf erzielte sie insgesamt vier Treffer. Zur Saison 2015/16 wechselte sie zum Ligakonkurrenten SVG Celle. In der Saison 2016/17 erzielte sie 100 Feldtore für die SVG Celle. Anschließend schloss sich Land dem Zweitligisten HL Buchholz 08-Rosengarten an. Ende Januar 2020 kündigte Kim Land ihr Karriereende zum Ende der Saison 2019/20 an und erklärte, sie wolle sich in Zukunft auf ihren Beruf als Tierärztin konzentrieren. Anschließend gab Land bekannt, dass sie für die 2. Mannschaft der HL Buchholz 08-Rosengarten in der Oberliga auflaufen wird. Ab August 2021 pausierte sie schwangerschaftsbedingt bis zum Saisonende 2021/22.
Land lief für die deutsche Jugend- und Juniorinnennationalmannschaft auf. Mit diesen Auswahlmannschaften nahm sie an der U-17-Europameisterschaft 2011, an der U-19-Europameisterschaft 2013 und an der U-20-Weltmeisterschaft 2014 teil.